# Aérodrome d'Ambérieu
L’aérodrome d’Ambérieu (code OACI : LFXA) est un aérodrome militaire ouvert à la circulation aérienne publique (CAP), situé sur les communes de Chateau-Gaillard et d’Ambronay à 3 km au nord-ouest d’Ambérieu-en-Bugey dans l’Ain (région Auvergne-Rhône-Alpes, France).
Il est utilisé pour les missions de la base aérienne 278 Ambérieu-en-Bugey et pour la pratique d’activités de loisirs et de tourisme (aviation légère, hélicoptère, parachutisme et aéromodélisme).

## Installations
L’aérodrome dispose de trois pistes orientées sud-nord :
- une piste bitumée 01/19, longue de 2 000 m et large de 30 m ;
- une piste en herbe 02/20, longue de 800 m et large de 100 m ;
- une piste en herbe 02/20, longue de 300 m et large de 50 m réservée aux ULM.

L’aérodrome n’est pas contrôlé sauf activation de la tour par NOTAM. Les communications s’effectuent :
- en auto-information sur la fréquence de 129,750 MHz ;
- sur la fréquence de 122,100 MHz lorsque la tour est activée.

L’avitaillement en carburant (100LL) et en lubrifiant y est possible.

## Activités

### Forces armées françaises
- Base aérienne 278 Ambérieu-en-Bugey

### Loisirs et tourisme
- Club aéronautique du Bugey